# Grodzka-Tor (Lublin)

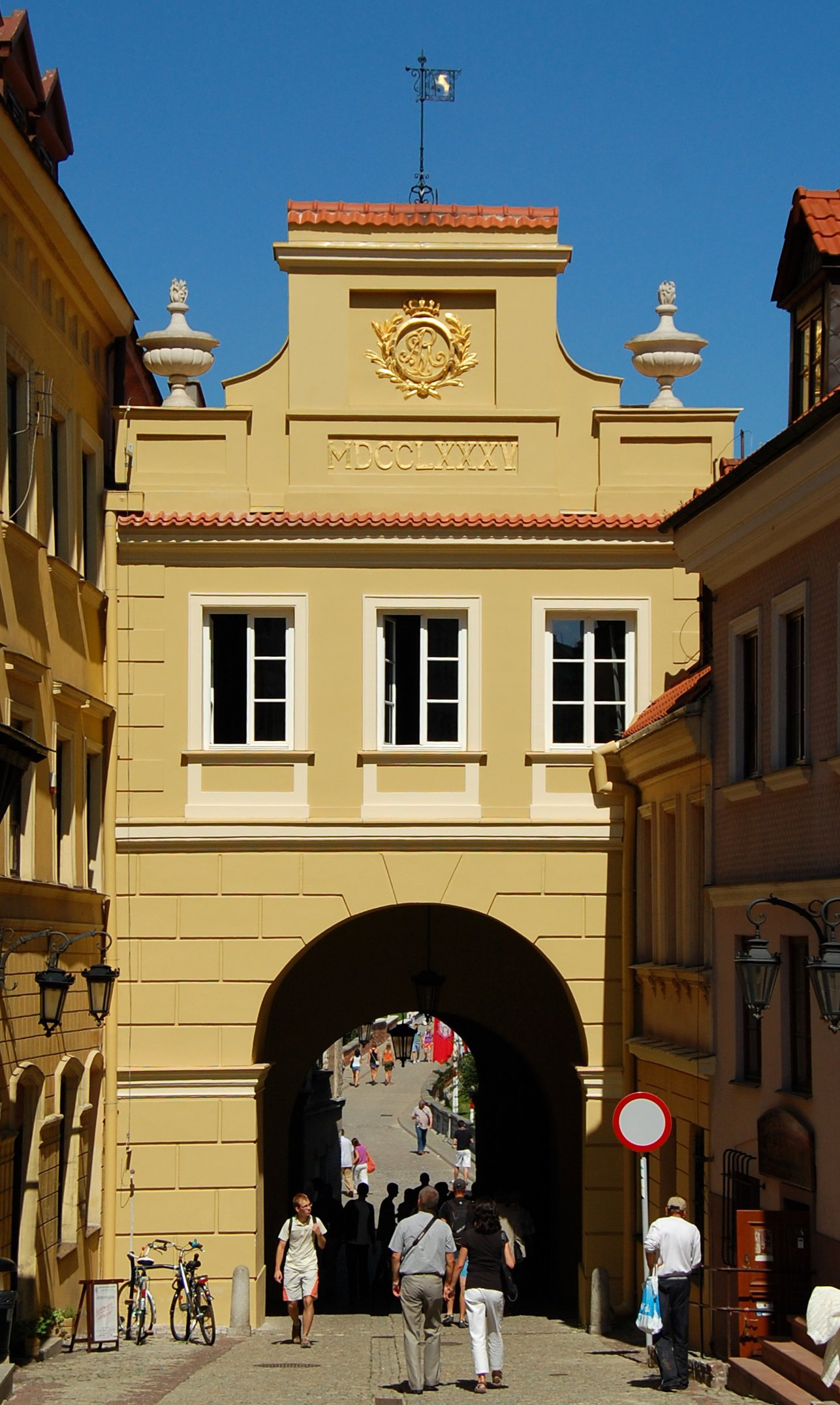
Grodzka-Tor in Lublin, Polen

Das Grodzka-Tor (poln. Brama Grodzka) befindet sich nordöstlich in der historischen Altstadt von Lublin in Polen. Durch seine Lage zwischen dem christlichen Stadtteil und dem ehemaligen Jüdischen Viertel um das Schloss wurde es teilweise auch als „Judentor“ bezeichnet. Das heutige Aussehen erhielt das Tor im Jahr 1785 durch Domenico Merlini.

## Geschichte
Ursprünglich hatte das rechteckige Tor eine Höhe von zwölf Metern und hatte spitzbogige Öffnungen. Das erste Tor stammt vermutlich aus dem 14. Jahrhundert. Oberhalb des Tores befand sich ein Durchgang und Raum für die Stadtwache. Im Jahr 1560 wurde ein Torpfosten hinzugefügt um die Verwendung einer hölzernen Zugbrücke zum Schloss zu erleichtern. In den 1580er Jahren wurde der Durchgang mit einem Gewölbe überdacht. Als Teile der Stadtmauer durch Wasser unterspült wurden, stürzte das Tor teilweise ein. Infolgedessen wurde es als zweigeschossiger Bau mit Satteldach neu errichtet. Eine Behausung für den Torwächter wurde an der südöstlichen Seite des Grodzka-Tores angebracht. An den Torwächter musste auch die Gebühr zum Betreten der Stadt entrichtet werden. Später wurde dieses Haus umgebaut und für die Stallungen der Stadt verwendet.
Gegen Ende des 18. Jahrhunderts erging von einem Ausschuss der Stadt die Anfrage an König Stanislaus II. August Poniatowski die Finanzierung für eine Renovierung des Tores zu übernehmen. Dieser Anfrage wurde entsprochen und der Auftrag zur Instandsetzung erging an Dominik Merlini. Durch die Renovierung wurde das Aussehen des Tores 1785 grundlegend geändert. Die Funktion des Tores als Teil der Verteidigungsanlage war hinfällig und es wurde fortan als Handelsgebäude genutzt. Zu dieser Zeit hatte sich bereits zwischen Altstadt und Schloss das Jüdische Viertel sehr weit entwickelt. Chaim Kleiman erwarb im Jahr 1873 das Tor, sowie die Gebäude Nr. 21 und 36 in der Grodzka-Straße. Durch die Erweiterungen der Nachbarhäuser in den Jahren 1860 bis 1880 wurde das Tor in die Bauten integriert und war nicht mehr freistehend.
Im Jahr 1945 verschlechterte sich der Zustand des Torgebäudes als Folge des Zusammenbruches des angebauten Hauses Nr. 36A in Grodzka-Straße. In dieser Zeit übernahm die Stadt das Eigentum am Tor, wie auch an weiteren Gebäuden die früher der jüdischen Bevölkerung gehörten. Ein Jahr später, 1946, wurde ein Plan zur Instandsetzung des Tores von Zamorowski vorgelegt. Die Instandsetzung wurde jedoch erst 1954 beendet. Ab diesem Zeitpunkt wurde es zur Benutzung an eine Kunsthochschule übergeben. Seit 1992 wird das Tor durch den Kulturverein „Brama Grodzka – Teatr NN“ genutzt.

## Architektur
Das Tor schließt nahezu an die Höhe der Nachbarhäuser an und besitzt einen Durchgang mit Rundbogen. Abgeschlossen ist das Tor mit einem Satteldach. Auf Seite der Altstadt befindet sich ein Monogramm König Stanislaus II., darunter ist die Bezeichnung MDCCLXXXV (1785) zu finden. Rechts und links des Giebels der Innenstadtseite befindet sich jeweils eine Vase.

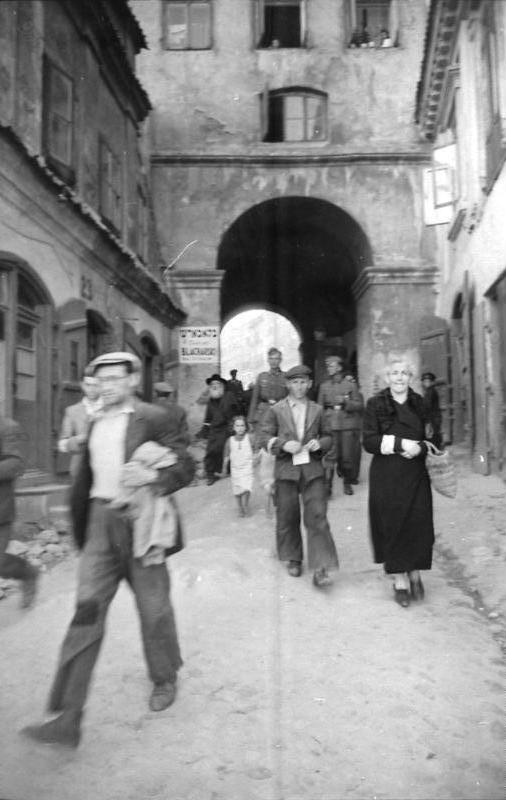
Deutsche Soldaten am Grodzka-Tor (Ausgang in Richtung Schloss), Mai 1941
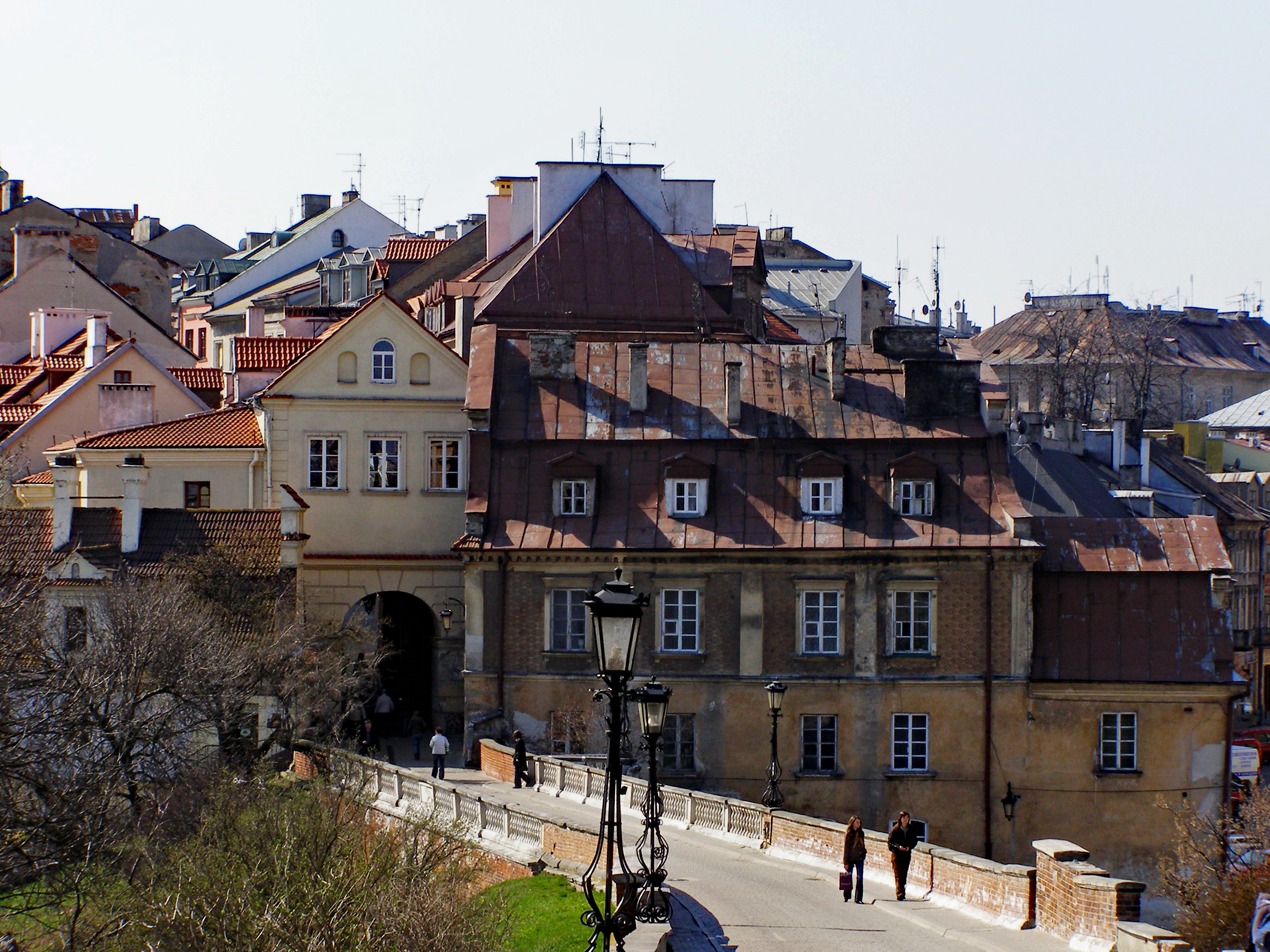
Blick von Südosten auf das Tor